# Dumbrava de Mijloc
Dumbrava de Mijloc – wieś w Rumunii, w okręgu Mehedinți, w gminie Dumbrava. W 2011 roku liczyła 58 mieszkańców.